# Mairie de Hellersdorf
La mairie de Hellersdorf (Rathaus Hellersdorf) est le bâtiment qui héberge les bureaux du maire ainsi qu'une partie des services municipaux de l'arrondissement de Marzahn-Hellersdorf à Berlin, en Allemagne.

## Localisation
La mairie est située à l'adresse Alice-Salomon-Platz 3, 12627 Berlin-Hellersdorf. Elle donne sur l'Alice-Salomon-Platz au carrefour de la Hellersdorfer Straße et la Stendaler Straße. Elle fait partie d'une grande longère en L qui comporte également des commerces.
La station de métro Hellersdorf sur la ligne 5 se trouve sur la place.

## Administration
La mairie de Hellersdorf est le principal centre administratif de l'arrondissement de Marzahn-Hellersdorf. C'est le siège du bureau du maire (Bezirksbürgermeister) ainsi que de plusieurs conseillers municipaux (Bezirksstadtrat) de l'arrondissement. La mairie dispose également d'un Bürgeramt, le Bürgeramt Helle Mitte.
L'assemblée des délégués d'arrondissement de Marzahn-Hellersdorf, sont situés à l'adresse Helene-Weigel-Platz 8, 12681 Berlin-Marzahn.

### Conseil municipal

Les 55 délégués élus pour la période 2016-2021 et leurs couleurs partisanes respectives :
Die Linke 16
AfD 15
SPD 11
CDU 11
Grünen 2

Le conseils d'arrondissement sont nommés par 55 délégués bénévoles élus pour cinq ans. La dernière élection a eu lieu le 18 septembre 2016, en parallèle des élections législatives.
Le conseil municipal d'arrondissement actuel est composé comme suit :
| Membres du conseil                  | Parti | Département                                                               |
| ----------------------------------- | ----- | ------------------------------------------------------------------------- |
| Dagmar Pohle, mairesse              | Linke | Urbanisme, ressources humaines, santé & finances                          |
| Thomas Braun, adjoint à la mairesse | AfD   | Immobilier & Bürgeramt                                                    |
| Gordon Lemm                         | SPD   | Éducation, sport, jeunesse & famille                                      |
| Johannes Martin                     | CDU   | Économie, voirie et espaces verts                                         |
| Juliane Witt                        | Linke | Formation professionnelle, culture, affaires sociales & services généraux |

## Liste des maires successifs

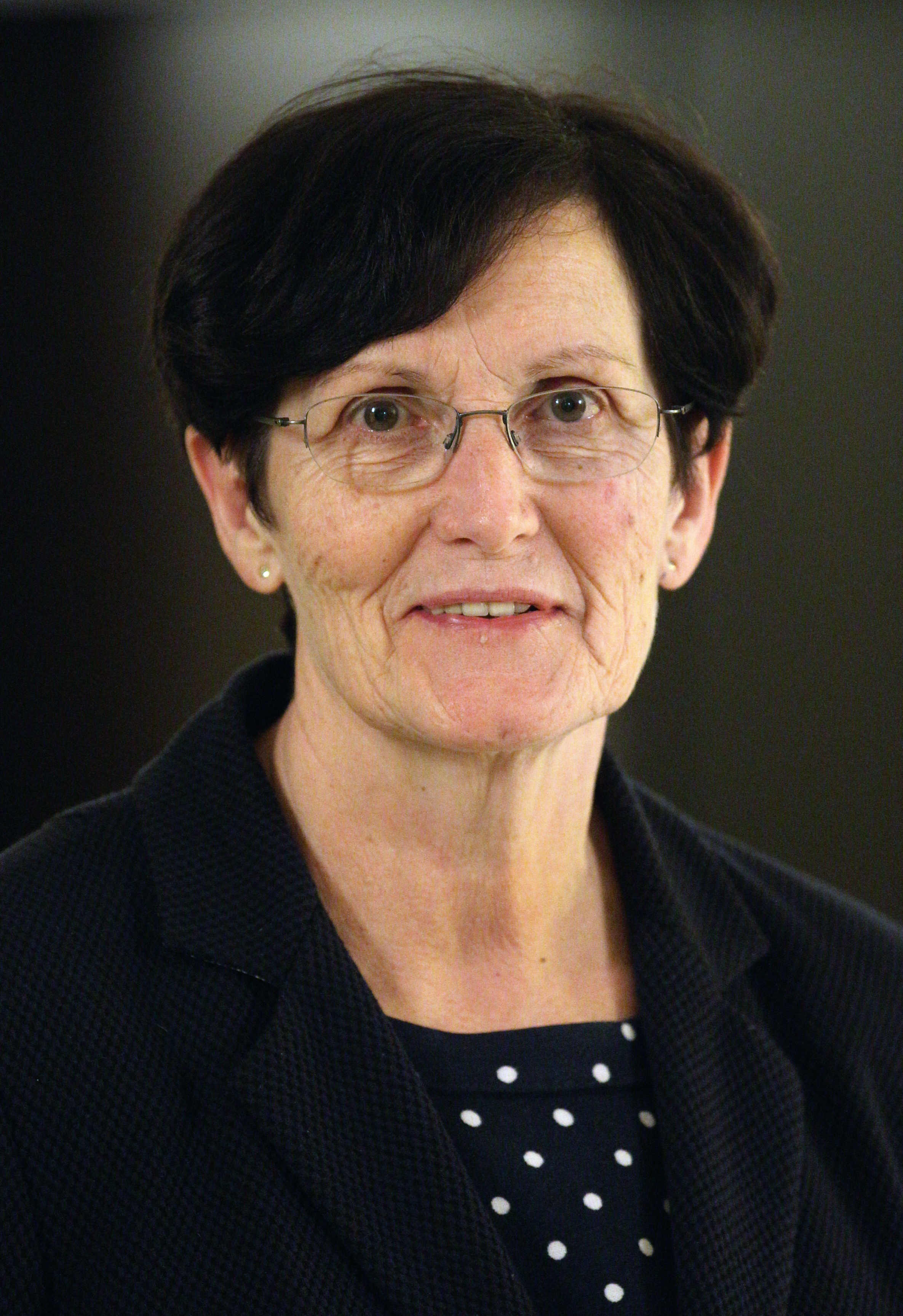
La maire actuelle (2016-2021) de Marzahn-Hellersdorf, Dagmar Pohle (parti die Linke).

L'histoire politique de Marzahn-Hellersdorf est marqué par une orientation à gauche. 

### District de Hellersdorf
| Mandat    | Maire du district    | Parti |
| --------- | -------------------- | ----- |
| 1986–1990 | Hans-Günther Burbach | SED   |
| 1990–1990 | Jan Jacob            | PDS   |
| 1990–1992 | Marlitt Köhnke       | SPD   |
| 1992–1995 | Bernd Mahlke         | SPD   |
| 1996–2000 | Uwe Klett            | PDS   |

### Arrondissement de Marzahn-Hellersdorf
| Mandat      | Maire d'arrondissement | Parti |
| ----------- | ---------------------- | ----- |
| 2001 - 2006 | Uwe Klett              | PDS   |
| 2006 - 2011 | Dagmar Pohle           | Linke |
| 2011 - 2016 | Stefan Komoß           | SPD   |
| depuis 2016 | Dagmar Pohle           | Linke |